# Viroqua, Wisconsin
Viroqua este sediul comitatului Vernon, statul Wisconsin, Statele Unite ale Americii.

## Personalități născute aici
- Chris Mulkey (n. 1948), actor.

1. ↑  2010 U.S. Gazetteer Files, accesat în 9 iulie 2020